# Atypia
Atypia – zespół nieprawidłowych cech w budowie komórek. Jednak nie każda komórka atypowa jest komórką nowotworową, natomiast każda komórka nowotworowa jest komórką atypową. 

## Cechy atypii
Do cech atypii zalicza się:
- zwiększenie stosunku jądrowo-cytoplazmatycznego – wzrost objętości jądra w stosunku do cytoplazmy
- polimorfizm wielkości komórek (anizocytoza)
- powiększenie się komórek
- zmiana kształtu komórek (anizocytoza)
- zwiększona liczba jąder komórkowych
- polimorfizm wielkości jąder komórkowych
- nieregularny obrys jąder komórkowych
- hyperchromatoza – zwiększenie ilości DNA w komórkach, co jest obserwowane jako intensywniejsze wybarwienia zawartego DNA
- heterochromazja – nierównomierne wybarwienie w związku z nierównomiernym rozmieszczeniem chromatyny
- duże jąderko i większa liczba jąderek
- nieregularne pogrubienie błony komórkowej
- patologiczne mitozy – zwiększona liczba figur mitotycznych i wielobiegunowe metafazy w kształcie liter X, Y, H lub inne nieprawidłowe ułożenie chromosomów
- gromadzenie się chromatyny w karioplaźmie lub utworzenie z niej warstwy pod błoną komórkową (marginacja)
- wchłanianie jednej komórki nowotworowej przez inną (kanibalizm)